# Jam Days
Jam Days er en musikfestival med fokus på Folk, Blues, Jazz og det midt i mellem. Festivalen forløber over tre dage i august midt i Odense centrum. Koncerterne er fordelt på Odenses forskellige spillesteder, og udendørsscener.
Musikprogrammet består af en bred vifte af danske og internationale bands og artister, som har fokus på jazz, fok og blues. Festivalens hovednavn i år 2019 er Jamie Cullum. Tidligere har artister som Sinéad O'Connor, Macy Gray og Eivør spillet på festivalen. 
Jam Days blev etableret i 2013 som en fusion af Odense Folk Festival, Odense Internationale Bluesdage og Odense Sommerjazz. Festivallederen er Morten Østlund, som også er leder af spillestedet Musikhuset Posten i Odense. 
Festivalnavnet Jam Days er bestemt af en læser fra Fyens Stifttidende, idet festivalen lavede et samarbejde med lokalavisen omkring en navne- og logokonkurrence i år 2013. 